# 大日山 (京都市)
大日山（だいにちやま）は、京都市左京区にある標高326 mの山。付近の町名に京都市左京区粟田口大日山町がある。

## 施設
この山には旧九条山浄水場（大日山貯水池）があった。琵琶湖疏水（第一疏水）が1890年（明治23年）に完成した後、京都御所ではここから分水して蒸気ポンプを設置して防火用水としていた。しかし、水量や圧力が不足していたため、御所水道とともに大日山に貯水池を整備し、有事にはこの貯水池に揚水することで高圧での送水が可能となった。大日山貯水池は旧御所水道ポンプ室などとともに、1947年（昭和22年）に宮内省から京都市へ無償譲渡され工事が加えられ、九条山浄水場として運用されていたが、1987年（昭和62年）4月に全面休止、1996年（平成8年）4月に使用廃止となった。
大日山には京都市の市営墓地である京都市大日山墓地もある。